# Siegfried Stadler
Siegfried Stadler (* 29. September 1953; † 22. Juni 2023) war ein deutscher Journalist und Autor. Er schrieb unter anderem für das Feuilleton der Frankfurter Allgemeinen Zeitung und verfasste Kinderhörspiele.

## Leben
Stadler studierte Journalistik an der Karl-Marx-Universität Leipzig. Ab 1980 war er Redakteur beim Sächsischen Tageblatt in Leipzig, ab 1990 schrieb er zunächst als freier Autor und ab 1994 als Redakteur für das Feuilleton der FAZ, ab 2004 war er freier Journalist, schrieb z. B. für die Süddeutsche Zeitung, war aber v. a. für MDR Figaro tätig. Neben seiner journalistischen Tätigkeit schrieb er auch Erzählungen für Kinder sowie Hörspiele, die vom Rundfunk der DDR produziert wurden.

## Werke (Auswahl)
- Erzählungen Rieke und Asta. In: Ein Elefant tanzt Ringelreihn.[4]
- Katze postwendend, Hörspiel, Rundfunk der DDR 1988[5]
- Ein Teddy mit Brille, Hörspiel, Rundfunk der DDR, 1989[5]
- Keiner will der Löwe sein, Hörspiel, Rundfunk der DDR, 1990[5]
- Die Thomaner (Interviews, zusammen mit Gert Mothes, Fotografien)[6]
- Marx' Märchen. In die horen. Bd. 1/52, Nr. 225, 2007, ISSN 0018-4942, S. 211–216.
- Der Einzelne, der andere mit sich trägt. Gespräch. In: Sächsisches Tageblatt, 14. Oktober 1989.
- Kirchenschwester, Stasi-Bruder. In: FAZ. 26. September 1995